# Araschnia davidis
Araschnia davidis är en fjärilsart som beskrevs av Gustave Arthur Poujade 1885. Araschnia davidis ingår i släktet Araschnia och familjen praktfjärilar. Inga underarter finns listade i Catalogue of Life.